# NGC 5392
NGC 5392 (другие обозначения — MCG 0-36-5, ZWG 18.13, PGC 49792) — линзовидная галактика в созвездии Дева.
Объект причисляют к галактикам низкой поверхностной яркости, которые обычно являются карликовыми.
Этот объект входит в число перечисленных в оригинальной редакции «Нового общего каталога».